# Élections présidentielles sous la Cinquième République dans la Manche
Depuis l'adoption de la Constitution de la Cinquième République française en 1958, dix élections présidentielles ont eu lieu afin d'élire le président de la République. Cette page présente les résultats de ces élections dans la Manche.

## Synthèse des résultats du second tour
Conservateur, la Manche vote traditionnellement plus à droite que la France. C'est en particulier le cas en 1981, 1988 et 2012 où le département a placé en tête respectivement Valéry Giscard d'Estaing (59,13 %), Jacques Chirac (50,71 %) et Nicolas Sarkozy (50,1 %) alors qu'au niveau national ont été élus François Mitterrand (51,76 % et 54,02 %) et François Hollande (51,64 %). En 2017, Emmanuel Macron obtient 1 point de plus qu'au niveau national.
| année | Répartition des exprimés | Répartition des exprimés | Participation (% des inscrits) | Blancs ou nuls (% des votants) |

| 2017 | Emmanuel Macron (67,23 %) (France : 66,10 %) | Marine Le Pen (32,77 %) (France : 33,90 %) | 78,15 % (France : 77,77 %) | 2,23 % (France : 2,47 %) |

| 2012 | François Hollande (49,9 %) (France : 51,64 %) | Nicolas Sarkozy (50,1 %) (France : 48,36 %) | 83,06 % (France : 80,35 %) | 1,91 % (France : 5,82 %) |

| 2007 | Nicolas Sarkozy (56,17 %) (France : 53,06 %) | Ségolène Royal (43,83 %) (France : 46,94 %) | 86,15 % (France : 83,97 %) | 1,65 % (France : 4,20 %) |

| 2002 | Jacques Chirac (85,31 %) (France : 82,21 %) | J.-M. Le Pen (14,69 %) (France : 17,79 %) | 73,9 % (France : 79,71 %) | 3,57 % (France : 3,38 %) |

| 1995 | Jacques Chirac (58,87 %) (France : 52,64 %) | Lionel Jospin (41,13 %) (France : 47,36 %) | 81,28 % (France : 78,38 %) | 2,74 % (France : 2,81 %) |

| 1988 | François Mitterrand (49,29 %) (France : 54,02 %) | Jacques Chirac (50,71 %) (France : 45,98 % %) | 82,61 % (France : 81,35 %) | 1,99 % (France : 2,00 %) |

| 1981 | François Mitterrand (40,87 %) (France : 51,76 %) | Valéry Giscard d'Estaing (59,13 %) (France : 48,24 %) | 82,5 % (France : 81,09 %) | 1,42 % (France : 1,62 %) |

| 1974 | Valéry Giscard d'Estaing (65,42 %) (France : 50,81 %) | François Mitterrand (34,58 %) (France : 49,19 %) | 85,38 % (France : 84,23 %) | 0,81 % (France : 0,92 %) |

| 1969 | Georges Pompidou (64,48 %) (France : 58,21 %) | Alain Poher (35,52 %) (France : 41,79 %) | 77,49 % (France : 77,59 %) | 1,09 % (France : 1,29 %) |

| 1965 | Charles de Gaulle (73,31 %) (France : 55,20 %) | François Mitterrand (26,69 %) (France : 44,80 %) | 85,52 % (France : 84,75 %) | 0,8 % (France : 1,01 %) |

|  | ▲ |